# دينغ يانغ
دينغ يانغ (بالصينية: 丁扬) هي متزلجة فنية صينية، ولدت في 10 مايو 1984 في هاربن في الصين.

## وصلات خارجية
- دينغ يانغ على موقع الاتحاد الدولي للتزلج (الإنجليزية)